# Oppilo
Oppilo è una frazione del comune italiano di Pontremoli, nella provincia di Massa e Carrara, in Toscana.

## Geografia fisica
Il borgo è composto da un piccolo agglomerato di case in pietra a vista in mezzo a uliveti e vigneti, situato su una collina della Lunigiana fra i torrenti Gordana e Teglia, da cui si apre una veduta sulla valle del fiume Magra. A ridosso dell'Emilia e della Liguria, si raggiunge dopo poco meno di 3 km dall'uscita dell'autostrada A15 (Saliceto Belvedere) e dista circa 8 km da Pontremoli.

## Storia
La località nel tardo Medioevo era il contado a vigna dei monaci benedettini della pieve di Saliceto.

## Monumenti e luoghi d'interesse
La chiesa di Santa Felicita, con il vicino campanile, si trova alle porte del borgo e presenta linee moderne con la data 1778 incisa sopra il portale.

## Società

### Tradizioni e folclore
- Santa Felicita
- Madonna delle Grazie, detta popolarmente Madonna de' Zuchei, (in italiano "delle Zucche")

## Economia
Oppilo è nota per la produzione di olio extravergine e per i suoi vigneti da cui vengono alcuni dei vini più pregiati della Lunigiana, dai rossi Pollera e Ciliegiolo ai bianchi Vermentino e Durella. Non a caso è inserita nella strada del vino toscano "Colli di Candia e Lunigiana". Al vino di Oppilo il poeta e matematico pontremolese Luigi Poletti, che qui possedeva un podere, dedicò nel 1898 la composizione in versi Vino del soglio.